# Леонтович, Александр Васильевич
Алекса́ндр Васи́льевич Леонто́вич (укр. Алекса́ндр Васи́льевич Леонто́вич; 20 октября (1 ноября) 1869, Киев — 15 декабря 1943, Москва) — советский учёный-физиолог и гистолог, академик АН Украинской ССР (1929), заслуженный деятель науки и техники УССР (1939).

## Биография
Родился 20 октября (1 ноября) 1869 года в Киеве в семье земского врача.
Окончил с золотой медалью 2-ю киевскую гимназию. Затем учился на медицинском факультете Киевского университета. Занимался в лаборатории общей патологии у В. В. Подвысоцкого. По окончании университета в 1893 году со степенью лекаря с отличием, в течение года был внештатным сотрудником университетской гистологической лаборатории П. И. Перемежко; в марте 1895 года стал помощником прозектора лаборатории. С января 1896 года работал на кафедре физиологии, у С. И. Чирьева, с сентября 1899 года — прозектор.
В 1900 году, после защиты диссертации «Новые данные о кожном чувстве» получил степень доктора медицины. Но только в декабре 1904 года получил право читать лекции по физиологии в звании приват-доцента Киевского университета. В 1906 году в течение 4 месяцев находился в научной командировке за границей. С осени 1908 года он читал курс физиологии на естественном отделении Киевского университета.
Одновременно в 1899—1913 годах преподавал физиологию животных в Киевском политехническом институте.
С 1911 года Леонтович состоял под негласным надзором полиции, у которой имелась информация о его контактах с группой анархистов и был готов «изготовлять для членов её взрывчатые вещества», а его жена собирала пожертвования на революционные студенческие фракции.
С мая 1913 года он заведовал кафедрой физиологии сельскохозяйственный животных Московского сельскохозяйственного института (сначала адъюнкт-профессор, с июля 1914 года — профессор).
С 1936 года Леонтович был заведующий отделом нормальной физиологии Института клинической физиологии АН Украинской ССР в Киеве.
Основные труды А. В. Леонтовича посвящены гистологии и физиологии вегетативной нервной системы. Он изучал явления физиологической дегенерации и регенерации структурных элементов нервной ткани, происходящие в течение жизни организма. Им экспериментально был установлен факт двойной иннервации кожи цереброспинальными и симпатическими нервными волокнами. Он предложил теорию о нейроне как аппарате переменного тока (1928). Также им был предложен «метод окрашивания и фиксации нервных структур метиленовым синим, с помощью которого он обнаружил автономное периферическое нервное сплетение (сплетение Леонтовича), а также тончайшую структуру нервных окончаний». Он является автором пособий «Элементарное пособие к применению методов Гаусса и Пирсона при оценке ошибок в статистике и биологии» (Ч. 1—3. — Киев: тип. С. В. Кульженко, 1909—1911) и «Физиология домашних животных» (5-е изд. — М.: Сельхозгиз, 1938); а также учебников «Вариационная статистика» (М.: Сельхозгиз, 1935) и (совместно с Б. К. Гиндце) «Анатомия и физиология сельскохозяйственных животных» (1936; 4-е изд. — М.: Сельхозгиз, 1946).
Жил в Москве на улице Остоженка, 8. Умер 15 декабря 1943 года в Москве. Похоронен на Новодевичьем кладбище (2 участок, 41 ряд).

### Семья

Жена Вера Викторовна и дети: Евгения и Михаил; 1910 г.

Был женат на Вере Викторовне Кирпичёвой (сестра Михаила Викторовича Кирпичёва). Старшая дочь — Евгения, математик, жена А. А. Андронова. Младшая дочь — Вера. Сын — Михаил Александрович Леонтович, физик, академик АН СССР.
После смерти Веры Викторовны женился на Флеровой Наталье Всеволодовне (1888—1979). В этом браке родились дети Борис (1921—1941) и Татьяна (1923—2007) — морфолог, доктор медицинских наук, профессор, руководитель лаборатории нейронной структуры мозга НИИ мозга РАМН.